# Mars (1564)
Mars – XVI wieczny galeon, należący do wojennej floty króla Szwecji Eryka XIV Wazy. Należał do klasy największych szwedzkich galeonów. Był największym okrętem wojennym, jaki w XVI wieku pływał po Bałtyku. Dla tego okrętu używano także określenia Makalös, czyli „niezrównany”, albo innego – podkreślającego wrogość do Duńczyków – Jutehataren („nienawidzący Duńczyków”).

## Historia
Od 30 do 31 maja 1564 roku galeon „Mars” uczestniczył w dość chaotycznej, dwudniowej bitwie morskiej u wybrzeży Gotlandii i Olandii – jednej z wielu bitew wojny siedmioletniej. Był flagowym i największym okrętem liczącej 23 jednostki floty szwedzkiej. W drugim dniu potyczki „Mars” został osaczony przez część z 37 statków należących do Danii i Lubeki. Doszło do abordażu. „Mars” stanął w ogniu, a niedługo później doszło do eksplozji prochu na pokładzie. Galeon zatonął, a wraz z nim większość załogi oraz około 300 napastników.
Wrak „Marsa” odnaleźli latem 2011 roku szwedzcy płetwonurkowie z Richardem Lundgrenem na czele, prowadzący poszukiwania na dnie Morza Bałtyckiego. Okręt spoczywa na głębokości 75 metrów w odległości 10 mil morskich na północ od wyspy Olandia. Wrak zidentyfikowano dzięki herbowi Wazów odnalezionym na jednej z armat.
We wraku odnaleziono znaczne ilości monet i inne kosztowności (ponad 4 tysiące samych monet) – z tego powodu jego lokalizacja jest utajniona i strzeżona. Do inwentaryzacji wraku zatrudniono najlepszych płetwonurków z całego świata (z Polski Tomasza Stachurę, który m.in. pracował przy wraku lotniskowca „Graf Zeppelin”). Projekt inwentaryzacji i ochrony galeonu podzielono na trzy etapy. Do lipca 2012 roku sporządzono dokumentację fotograficzną oraz wydobyto część skarbu.
Wrak leży na sterburcie; bakburta jest częściowo zachowana, łącznie z furtami działowymi. Większość drewnianej konstrukcji znajduje się na miejscu, aczkolwiek jest zniszczona wybuchem (stosunkowo natomiast dobrze zachowana dzięki niskiej temperaturze i niskiemu zasoleniu). Rozmaite obiekty leżą w odległości do 150 m od wraku.
Ekspozycja stopniowo wydobywanych elementów wraku planowana jest w muzeum w Vaestervik.